# Llave de tubo

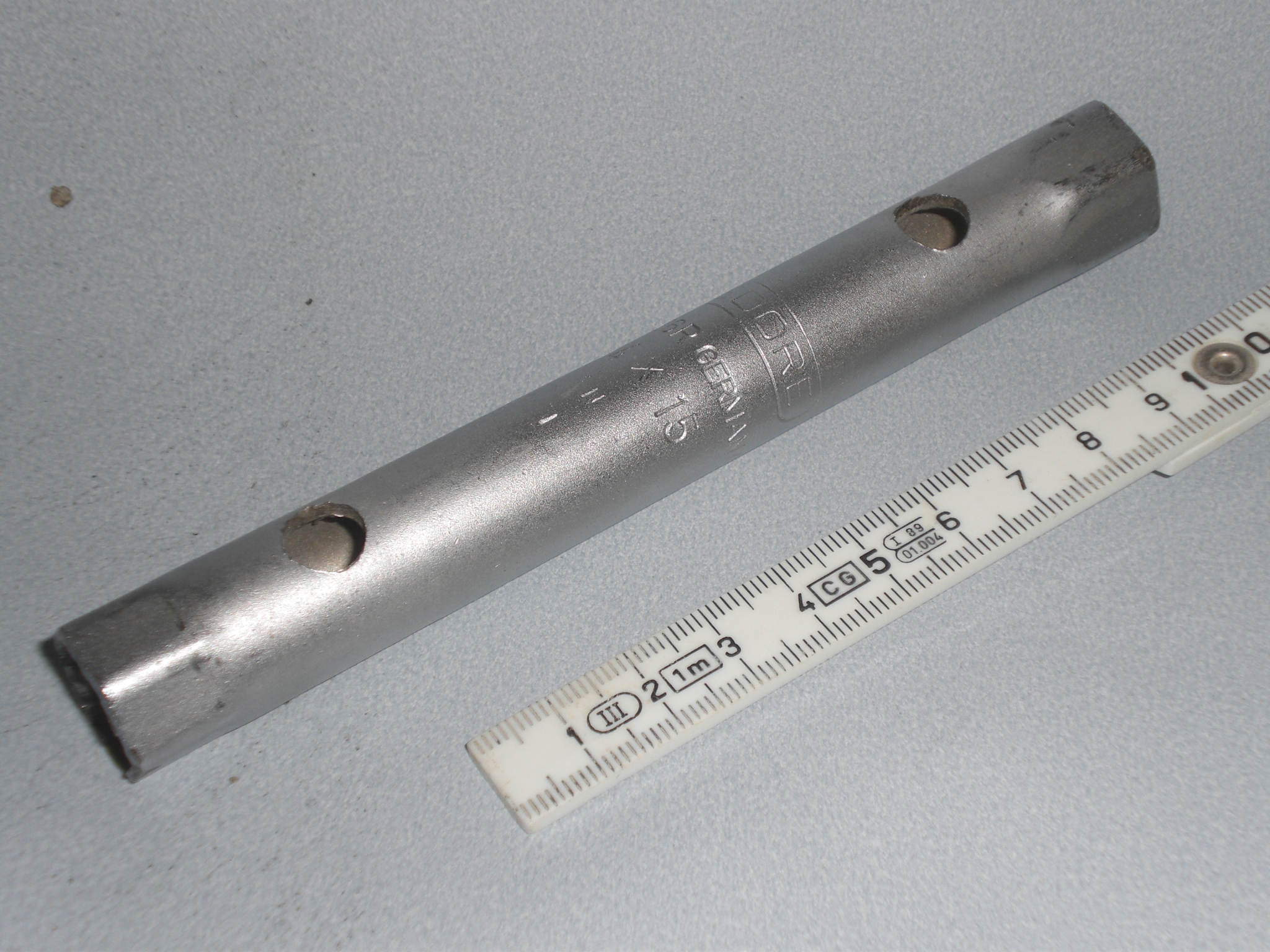
Llave de tubo con agujero transversal

Una llave de tubo ( en inglés: tube spanner) es una herramienta para apretar y aflojar tornillos y tuercas. Las llaves de tubo de una sola pieza (llaves tubulares) tienen aproximadamente la forma de un tubo, los extremos del cual, se les da la forma contorno hexagonal que se ajusta a los tornillos y tuercas que tienen que apretar. Se accionan con varillas pasadoras, que pueden tener varios diámetros diferentes, que se insertan en unos agujeros transversales.
Las llaves de tubo de extrusión de acero, son de pared fina, axialmente vacío y, por tanto, más ligeros y baratas de hacer. Las llaves forjadas sólidas son más caras, más estables y tienen parte de dos orificios transversales a lo largo del cuerpo de la llave, con forma de prisma hexagonal más delgado que los extremo cilíndricos, para cogerlo con una llave inglesa abierta a la medida. Están normalizadas con la norma DIN 896 "forma B".

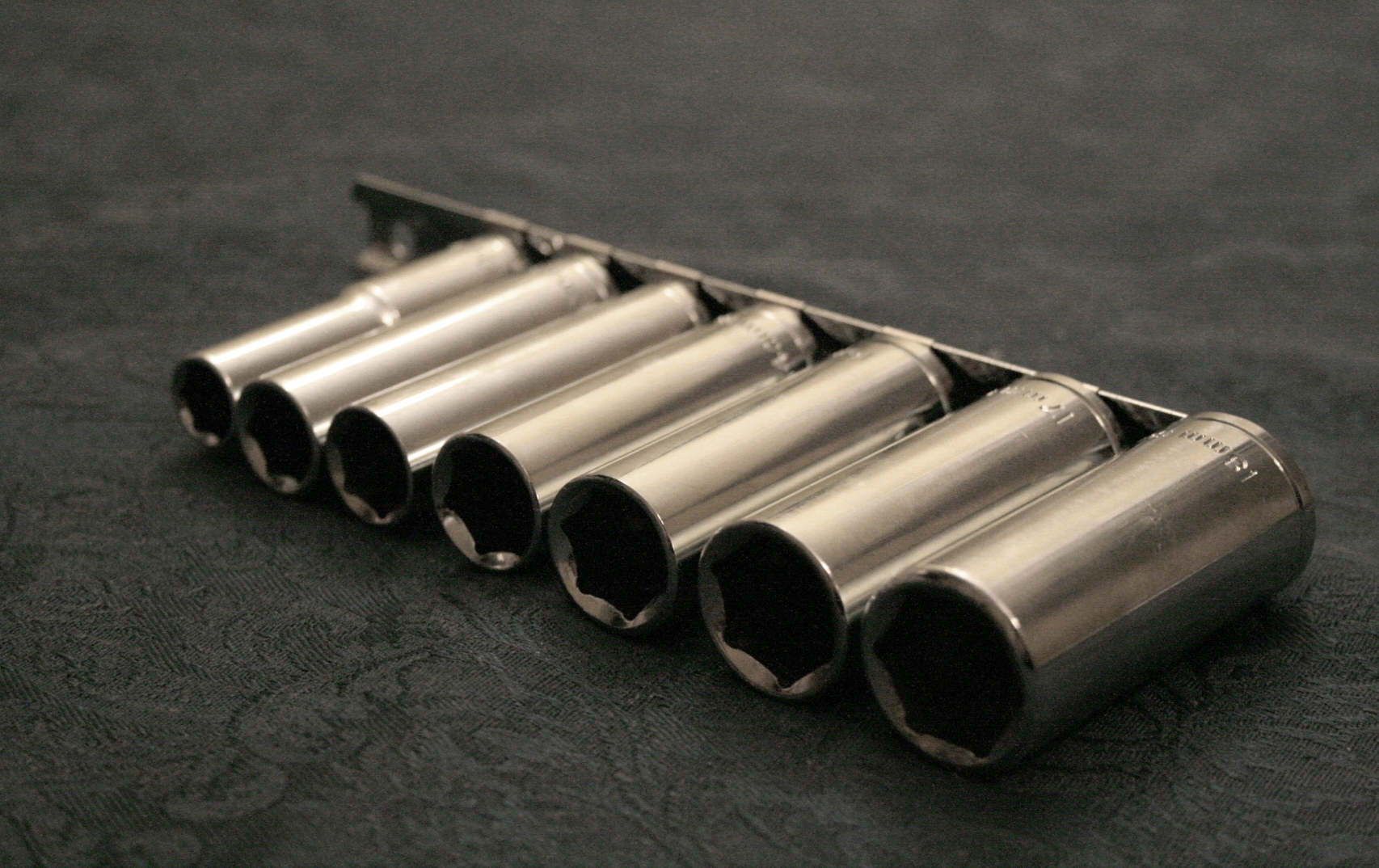
llaves de tubo del tipo llave de vaso.

## Historia

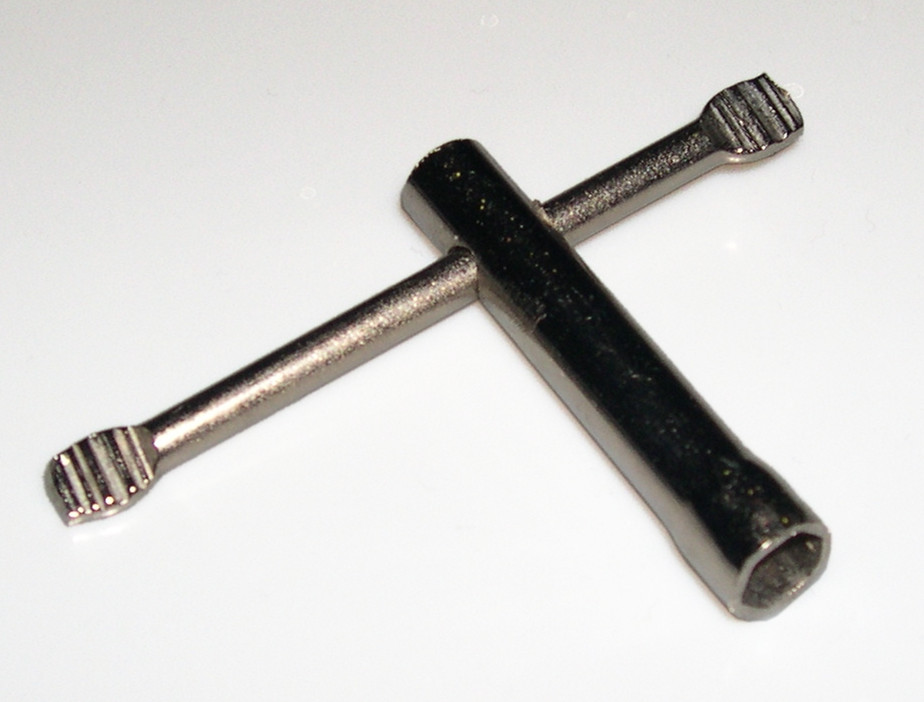
Llave de tubo para apretar los tamboriles

Las llaves de tubo tienen una larga historia. Sus primeros ejemplares se utilizan desde la Edad Media para dar cuerda a los relojes. La forma de los tubos solía ser cuadrada, los tubos hexagonales se comenzaron a emplear a partir del siglo XX.

## Tipo de llaves de tubo

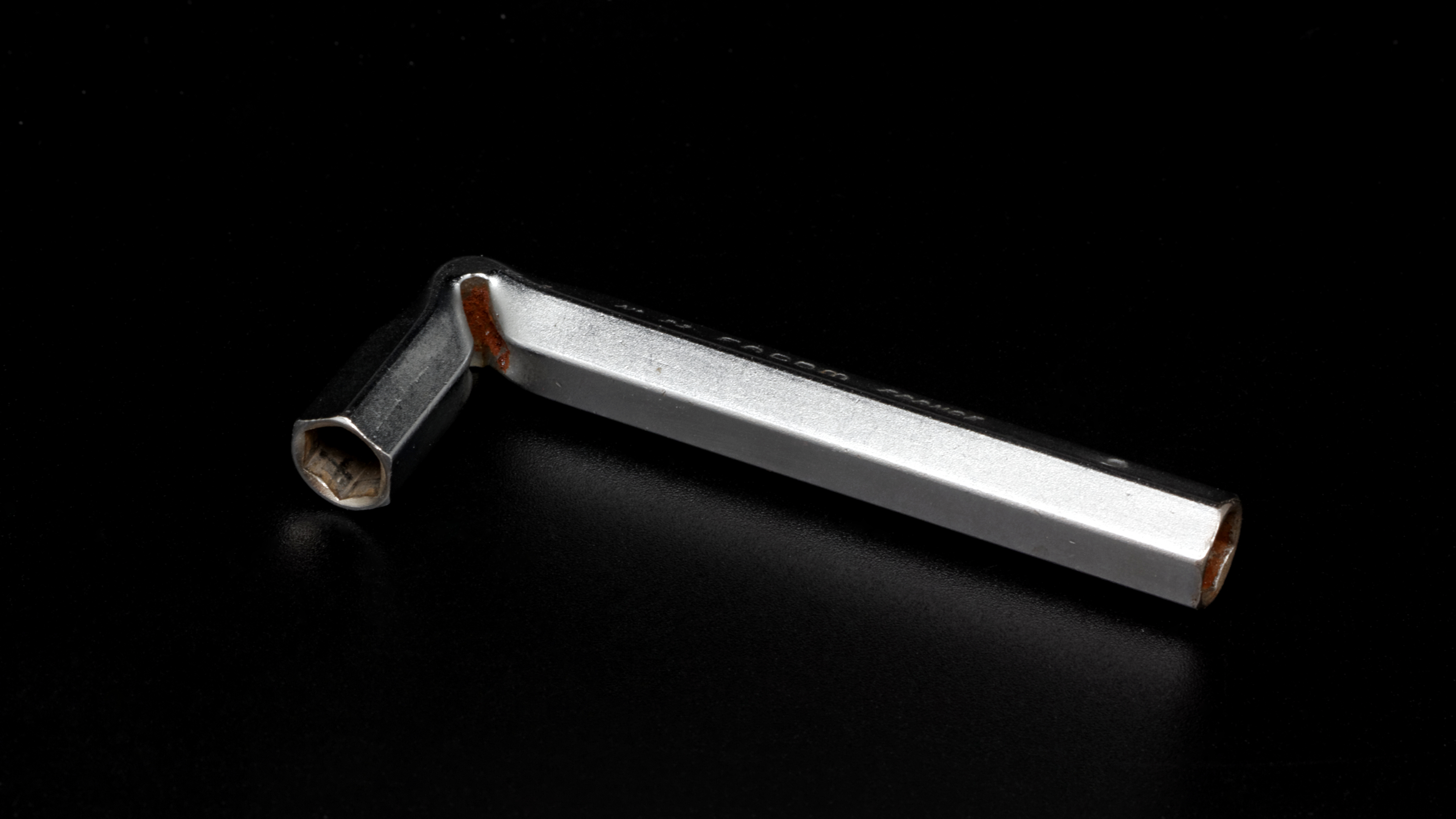
Llave de tubo escuadrada Facom

Hay dos tipos principales de llaves de tubos :
- llaves de tubo de extrusión Las variantes incluyen diseños con contornos de tubo hexagonales
- llaves de tubo forjado usar con llave inglesa con el cuerpo de la llave, con forma de prisma hexagonal

## Uso
Hay muchos usos para las llaves de tubo (con mango transversal), llave para afinar instrumentos musicales. Hay un tipo de llave de tubo que permite sustituir llave de cruz para aflojar / collar las ruedas de automóvil. A veces estas llaves se utilizan con una varilla que permite collar y descollar con gran fuerza